# 亀海喜寛
亀海 喜寛（かめがい よしひろ、1982年11月12日 - ）は、日本の元プロボクサー。北海道札幌市出身。第33代日本スーパーライト級王者。第38代OPBF東洋太平洋ウェルター級王者。帝拳ボクシングジム所属。入場曲はMr.Children「終わりなき旅」。ニックネームは"鋼の心臓"を意味する「Corazón De Acero」。

## 来歴

### アマチュア
札幌商業高校（現・北海学園札幌高等学校）在学中の2000年、インターハイにライト級で出場し、優勝を収めた。帝京大学に進学後の2004年には彩の国まごころ国体成年の部にライトウェルター級で優勝（決勝で、後にプロで日本スーパーフェザー級王者となった岡田誠一を降す）、さらに同年の全日本選手権にもライトウェルター級で出場し、優勝（決勝で、後の世界選手権銅メダリスト、北京五輪出場の川内将嗣を降す）を収めてアマチュア3冠を獲得した。アマチュア通算戦績は69戦57勝 (31KO・RSC) 12敗。

### プロ
2005年11月5日、タイの選手を相手に1回TKO勝ちを収めてプロキャリアを白星でスタートさせた。その後、12連勝（10KO）。
2009年10月11日、後楽園ホールにて小出大貴（緑）と対戦し、7回TKO勝利で2009年スーパーライト級での最強後楽園優勝を果たし、日本王座への挑戦権を獲得した。
2009年12月5日、日本王座挑戦へのチューンアップ戦として元比国ライト級王者のJR・ソラーノ（フィリピン） と対戦し2回KO勝ちで退けた。 
2010年4月12日、同級1位として日本スーパーライト級王者小野寺洋介山（オサム）に挑戦し、9回TKO勝利で王座獲得。この試合が評価され5月6日には東日本ボクシング協会の平成22年4月度月間最優秀選手賞を受けた。
2010年7月20日、後楽園ホールにて同級5位の塩谷智行（レパード玉熊）との初防衛戦を行い4回TKO勝利で初防衛に成功した。
2010年10月24日、両国国技館にて元WBA世界ライト級王者ホセ・アルファロ（ニカラグア）とノンタイトル10回戦を行い、6回KO勝ち。
2011年2月3日、インフルエンザA型感染症によるドクターストップで、2日後に予定されていた長瀬慎弥との日本スーパーライト級タイトルマッチをキャンセル。お詫びとして王座返上することを発表した。
2011年6月4日、後楽園ホールにてホエル・デラ・クルス（フィリピン）と対戦し2回KO勝ちで日本タイトル返上後の第1戦を白星で飾ると同時にウェルター級へ転向する事が明らかとなった。
2011年10月1日、アメリカ・ネバダ州ラスベガスMGMグランドホテル&カジノにて西岡利晃対ラファエル・マルケスの前座で登場し、ヘクター・ムニョス（アメリカ）とウェルター級10回戦を行い、6回1分39秒TKO勝ちで、自身初となる米国本土での試合をKO勝利で収めた。　　　　　　
2011年12月3日、後楽園ホールにて前フィリピンGABスーパーライト級王者のエウセビオ・バルアルテ（フィリピン）とウェルター級8回戦を行い、5回に左ボディーでダウンを奪うなど終始相手を圧倒し3-0（79-73、78-73、78-74）の判定勝ちを収めデビュー戦以来からの連勝記録を20と伸ばした。
2012年4月16日、後楽園ホールにてアルフレド・チャベス（メキシコ）と66・6キロ契約10回戦を行い、9回に相手をコーナーに追い詰め一気に連打、相手コーナーがタオルを投入しレフリーストップ9回TKO勝利で21連勝。
2012年10月6日、アメリカ・カリフォルニア州サクラメントのメモリアル・オーディトリアムでメインで登場。ホルヘ・シルバ（メキシコ）とウェルター級10回戦を行いドロー判定で、デビュー戦からの全勝の記録が途切れた。
2013年2月2日、後楽園ホールにてホセ・アルベルト・レアル（メキシコ）と150ポンド契約10回戦を行い、2回1分59秒KO勝利、試合後インタビューで活動拠点を米国に移すことを告白した。
2013年6月8日、アメリカ・カリフォルニア州カーソンのホーム・デポ・センターにて元WBA世界スーパーライト級暫定王者ヨハン・ペレス（ベネズエラ）とWBAインターナショナルウェルター級王座決定戦を行う。序盤から手数の多い元暫定王者を相手にペースを掴めないままラウンドを重ね、最終10回まで戦い抜くも0-3（90-100、92-98、93-97）の判定負けを喫しプロ24戦目にして初黒星となった。
2013年12月7日、後楽園ホールにて、PABAウェルター級王者でOPBF東洋太平洋ウェルター級1位のティム・ハントとOPBF東洋太平洋ウェルター級王座決定戦を行い、5回53秒TKO勝ちを収め王座を獲得した。
2014年4月5日、後楽園ホールにて過去に渡部あきのり（協栄→野口）の持つOPBF王座に挑戦した経験を持つ同級4位の梁正勲（韓国）と対戦し、4回2分22秒KO勝ちを収めてOPBF王座の初防衛に成功した。
2014年6月21日、スタブハブ・センター・テニスコートにて元4階級制覇王者ロバート・ゲレーロと対戦するが、0-3（112-116、111-117が2者）の判定負けとなり2敗目を喫した。米国ではショウタイムのボクシング中継番組『チャンピオンシップ・ボクシング』のメインイベントとして中継された。
2014年12月13日、MGMグランドにてオスカー・ゴドイ（アメリカ）と対戦し、4回1分58秒TKO勝ちを収めた。
2015年1月8日、日本人として初めてゴールデンボーイプロモーションズと契約した。
2015年3月20日、カリフォルニア州インディオのファンタジー・スプリングス・カジノでアルフォンソ・ゴメス（メキシコ）と対戦し、4回にゴメスがヘッドバットで減点されるアクシデントが発生するも、足を使ったボクシングのゴメスにペースを握られ、反撃の糸口をつかめないまま10回判定負けを喫した。
2015年7月7日、OPBF東洋太平洋ウェルター級王座を返上した。
2016年9月10日、ザ・フォーラムにてローマン・ゴンサレス対カルロス・クアドラスの前座でヘスス・ソト・カラスと対戦し、序盤から試合を優勢に進め8回にボディでダウンを奪うと8回終了後にソト・カラスのセコンドが棄権を申し入れて8回終了TKO勝利を収めた。HBOの『ワールドチャンピオンシップボクシング』で放送された。
2017年5月25日、カリフォルニア州カーソンのスタブハブ・センター・テニスコートでWBO世界スーパーウェルター級1位のミゲール・コットとサウル・アルバレスの王座返上に伴いWBO世界スーパーウェルター級王座決定戦を行うことが決定した。
2017年8月11日、WBOは最新ランキングを発表し、亀海をWBO世界スーパーウェルター級6位にランクインした。
2017年8月26日、カリフォルニア州カーソンのスタブハブ・センター・テニスコートで元世界4階級制覇王者でWBO世界スーパーウェルター級1位のミゲール・コットとWBO世界スーパーウェルター級王座決定戦を行い、12回0-3（108-120、110-118、109-119）の判定負けを喫し王座獲得に失敗した。HBOの『ワールドチャンピオンシップボクシング』で放送され、亀海は192,000ドル（約2100万円）、コットは750,000ドル（約8500万円）のファイトマネーを稼いだ。
2018年8月17日（日本時間18日）、カリフォルニア州インディオで再起戦としてグレグ・ベンデティ（米国）とノンタイトル10回戦を行ったが、0-3の判定負けを喫した。
2018年11月6日、自身のSNSで引退を表明した。今後はトレーナーになる。
現在は秋葉原でボクシング教室を開く傍ら、WOWOWなどのボクシング中継で解説を務める。

## 戦績
- アマチュアボクシング：69戦57勝(31KO・RSC)12敗
- プロボクシング：34戦27勝（24KO）5敗2分

| 戦           | 日付           | 勝敗 | 時間    | 内容    | 対戦相手                           | 国籍           | 備考                                        |
| ------------ | -------------- | ---- | ------- | ------- | ---------------------------------- | -------------- | ------------------------------------------- |
| 1            | 2005年11月5日  | ☆    | 1R 0:40 | TKO     | チャイナロン・トーティバノン       | タイ           | プロデビュー戦                              |
| 2            | 2006年2月18日  | ☆    | 3R 2:05 | TKO     | マンファー・ルークサイゴーンディン | タイ           |                                             |
| 3            | 2006年7月1日   | ☆    | 4R 0:55 | TKO     | 伊藤健（アズ）                     | 日本           |                                             |
| 4            | 2006年10月7日  | ☆    | 6R 終了 | TKO     | 大久保充（宮田）                   | 日本           |                                             |
| 5            | 2007年3月3日   | ☆    | 3R 1:59 | TKO     | 鈴木哲記（ワールド日立）           | 日本           |                                             |
| 6            | 2007年8月4日   | ☆    | 4R 2:59 | KO      | 近藤康弘（角海老宝石）             | 日本           |                                             |
| 7            | 2007年12月1日  | ☆    | 10R     | 判定3-0 | 畑大輔（進光）                     | 日本           |                                             |
| 8            | 2008年4月19日  | ☆    | 3R 2:25 | KO      | モンテ・カルロス                   | インドネシア   |                                             |
| 9            | 2008年8月16日  | ☆    | 2R 2:16 | KO      | チョークチャラーム・ウォースラポン | タイ           |                                             |
| 10           | 2008年12月20日 | ☆    | 6R 1:58 | TKO     | 伊藤博文（相模原ヨネクラ）         | 日本           |                                             |
| 11           | 2009年3月21日  | ☆    | 3R 0:44 | KO      | グレン・マシカンポ                 | フィリピン     |                                             |
| 12           | 2009年6月6日   | ☆    | 8R      | 判定3-0 | ヘリ・アンドリヤント               | インドネシア   |                                             |
| 13           | 2009年10月11日 | ☆    | 7R 2:48 | TKO     | 小出大貴（緑）                     | 日本           |                                             |
| 14           | 2009年12月5日  | ☆    | 2R 0:43 | KO      | JR・ソラーノ                       | フィリピン     |                                             |
| 15           | 2010年4月12日  | ☆    | 9R 2:05 | TKO     | 小野寺洋介山（オサム）             | 日本           | 日本スーパーライト級タイトルマッチ          |
| 16           | 2010年7月20日  | ☆    | 4R 1:45 | TKO     | 塩谷智行（レパード玉熊）           | 日本           | 日本王座防衛1                               |
| 17           | 2010年10月24日 | ☆    | 6R 2:36 | KO      | ホセ・アルファロ                   | ニカラグア     |                                             |
| 18           | 2011年6月4日   | ☆    | 2R 2:05 | KO      | ホエル・デラ・クルス               | フィリピン     |                                             |
| 19           | 2011年10月1日  | ☆    | 6R 1:39 | TKO     | ヘクター・ムニョス                 | アメリカ合衆国 |                                             |
| 20           | 2011年12月3日  | ☆    | 8R      | 判定3-0 | エウセビオ・バルアルテ             | フィリピン     |                                             |
| 21           | 2012年4月16日  | ☆    | 9R 1:47 | TKO     | アルフレド・チャベス               | メキシコ       |                                             |
| 22           | 2012年10月6日  | △    | 10R     | 判定1-0 | ホルヘ・シルバ                     | メキシコ       |                                             |
| 23           | 2013年2月2日   | ☆    | 2R 1:59 | KO      | ホセ・アルベルト・レアル           | メキシコ       |                                             |
| 24           | 2013年6月8日   | ★    | 10R     | 判定0-3 | ヨハン・ペレス                     | ベネズエラ     | WBAインターナショナルウェルター級王座決定戦 |
| 25           | 2013年12月7日  | ☆    | 5R 1:39 | TKO     | ティム・ハント                     | オーストラリア | OPBF東洋太平洋ウェルター級王座決定戦        |
| 26           | 2014年4月5日   | ☆    | 4R 2:22 | KO      | 梁正勲                             | 韓国           | OPBF防衛1                                   |
| 27           | 2014年6月21日  | ★    | 12R     | 判定0-3 | ロバート・ゲレーロ                 | アメリカ合衆国 |                                             |
| 28           | 2014年12月13日 | ☆    | 4R 1:58 | TKO     | オスカー・ゴドイ                   | アメリカ合衆国 |                                             |
| 29           | 2015年3月20日  | ★    | 10R     | 判定0-3 | アルフォンソ・ゴメス               | メキシコ       |                                             |
| 30           | 2015年10月3日  | ☆    | 3R 3:09 | KO      | ネルソン・グルペ                   | フィリピン     |                                             |
| 31           | 2016年4月15日  | △    | 10R     | 判定1-1 | ヘスス・ソト・カラス               | メキシコ       |                                             |
| 32           | 2016年9月10日  | ☆    | 8R 終了 | TKO     | ヘスス・ソト・カラス               | メキシコ       |                                             |
| 33           | 2017年8月26日  | ★    | 12R     | 判定0-3 | ミゲール・コット                   | プエルトリコ   | WBO世界スーパーウェルター級王座決定戦       |
| 34           | 2018年8月17日  | ★    | 10R     | 判定0-3 | グレグ・ベンデティ                 | アメリカ合衆国 |                                             |
| テンプレート |                |      |         |         |                                    |                |                                             |

## 人物
ニックネームは、スペイン語で「小さな教授」を意味する「MAESTRITO（マエストリート）」。本人によれば「ホセ・ルイス・ロペス（メキシコ出身の元WBO世界ウェルター級王者）のニックネームを拝借した」とのことで、自ら名乗りだしたものが定着したという。
2010年10月現在で87.5%という高いKO率を誇るが、それとは裏腹に本人はディフェンスを重視しているという。スポーツ紙のインタビューでも「完璧なディフェンスが完璧なオフェンスにつながる。打たれなければ、攻めに100%比重を置けるじゃないですか。紙一重のところでかわして相手に打ち込んで倒す。まったく触れさせないボクシングが理想ですね」と語っている。
自ら「変人」を名乗っているように、日本のボクシングにおける「常識」を疑ってかかるスタイルを貫いている。その結果現在では、普段の構えも日本人ではあまり前例のないL字ガード（左手を水平にし、右手を顎に向けて立てるスタイル）を採用するようになった。本人曰く「L字ガードは肩幅の狭い日本人には通常向かない」が、「自分は骨格がいいし肩幅が広い」ことからL字ガードのメリットを生かせると判断したことが採用の理由だという。

## 獲得タイトル

### アマチュア
- 第54回インターハイライト級優勝[文献 1]
- 第58回国体成年の部ライトウェルター級優勝[文献 2]
- 第74回全日本選手権ライトウェルター級優勝[文献 3]

### プロ
- 第33代日本スーパーライト級王座（防衛1=返上）
- 第38代OPBF東洋太平洋ウェルター級王座（防衛1=返上）

## 参考資料
1. ↑  “"Corazón De Acero"亀海喜寛 OFFICIAL BLOG　Powered by Ameba”. ameblo.jp. 2025年2月27日閲覧。
2. ↑  “本人Twitter”. 2025年2月27日閲覧。
3. ↑  亀海KO逸すも12連勝 ボクシングニュース「Box-on!」 2009年6月6日
4. ↑  ベラミーMVP「最強後楽園」 ボクシングニュース「Box-on!」 2009年10月12日
5. ↑  亀海、前哨戦で強敵をKO撃退 ボクシングニュース「Box-on!」 2009年12月6日
6. ↑  亀海9回TKO勝ち 小野寺の日本王座攻略 ボクシングニュース「Box-on!」 2010年4月13日
7. ↑  亀海初の月間MVP　荒川は敢闘賞 ボクシングニュース「Box-on!」 2010年5月8日
8. ↑  亀海楽々V1 日本S・ライト級戦 ボクシングニュース「Box-on!」 2010年7月21日
9. ↑  亀海世界テスト合格　山中は7連続KO勝ち ボクシングニュース「Box-on!」 2010年10月25日
10. ↑  亀海が急病でダウン 5日の防衛戦中止し王座返上 ボクシングニュース「Box-on!」 2011年2月3日
11. ↑  亀海2回KO勝ちで復帰戦飾る ボクシングニュース「Box-on!」 2011年6月5日
12. ↑  亀海米国デビュー戦飾る ムニョスにTKO勝ち ボクシングニュース「Box-on!」 2011年10月5日
13. ↑  亀海20連勝も18度目のKOはならず ボクシングニュース「Box-on!」 2011年12月4日
14. ↑  亀海21連勝もメキシカンに手焼く ボクシングニュース「Box-on!」 2012年4月18日
15. ↑  亀海、シルバと分のいいドロー ボクシングニュース「Box-on!」 2012年10月7日
16. ↑  亀海が右1発 2回KO勝利 ボクシングニュース「Box-on!」 2013年2月2日
17. ↑  亀海初黒星…… ペレスに大差判定負け ボクシングニュース「Box-on!」 2013年6月9日
18. ↑  亀海がTKO勝ちで再起、OPBFタイトル獲得 Boxing News（ボクシングニュース） 2013年12月7日
19. ↑  亀海がKOで初防衛、OPBFウェルター級戦 Boxing News（ボクシングニュース） 2014年4月5日
20. ↑  速報 亀海奮闘及ばず、ゲレロに0-3敗 Boxing News（ボクシングニュース） 2014年6月22日
21. ↑  亀海喜寛、ラスベガスで4回TKO勝ち Boxing News（ボクシングニュース） 2014年12月14日
22. ↑  GBPが亀海喜寛ら12選手とサイン Boxing News（ボクシングニュース） 2015年1月9日
23. ↑  亀海喜寛、3.20米カリフォルニア州に登場 Boxing News（ボクシングニュース） 2015年2月13日
24. ↑  亀海喜寛vsコット正式決定、WBO･S･ウェルター級戦 Boxing News（ボクシングニュース） 2017年5月25日
25. ↑  WBO RANKING AUGUST 2017 WBO公式サイト 2017年8月11日
26. ↑  Cotto beats Kamegai, wins WBO 154lb title. Fightnews.com 2017年8月26日
27. ↑  亀海喜寛は金星ならず、コットに大差判定負け Boxing News（ボクシングニュース） 2017年8月27日
28. ↑  “Purses: Cotto $750K, Kamegai $192K for last Saturday’s fight”.   Boxing News 24 (2017年8月30日). 2017年11月18日閲覧。
29. ↑  亀海喜寛、判定負けは「自分自身が良くなかった」 日刊スポーツ 2018年8月19日
30. ↑  亀海喜寛「引退しました」今後はトレーナーになる 日刊スポーツ 2018年11月8日
31. 1 2 3  東京中日スポーツ・2010年10月19日付 8面「コンフィデンシャル」

「アマチュア・レコード」『日本ボクシング年鑑2005』　ボクシング・マガジン編集部編、日本ボクシングコミッション／日本プロボクシング協会協力、ベースボール・マガジン社、2005年4月30日 ISBN 4-583-03849-6
1. ↑  204頁。
2. ↑  207頁。
3. ↑  202頁。